# Конструкторское бюро специального машиностроения
АО «Конструкторское бюро специального машиностроения» (КБСМ) — предприятие российской ракетно-космической промышленности.

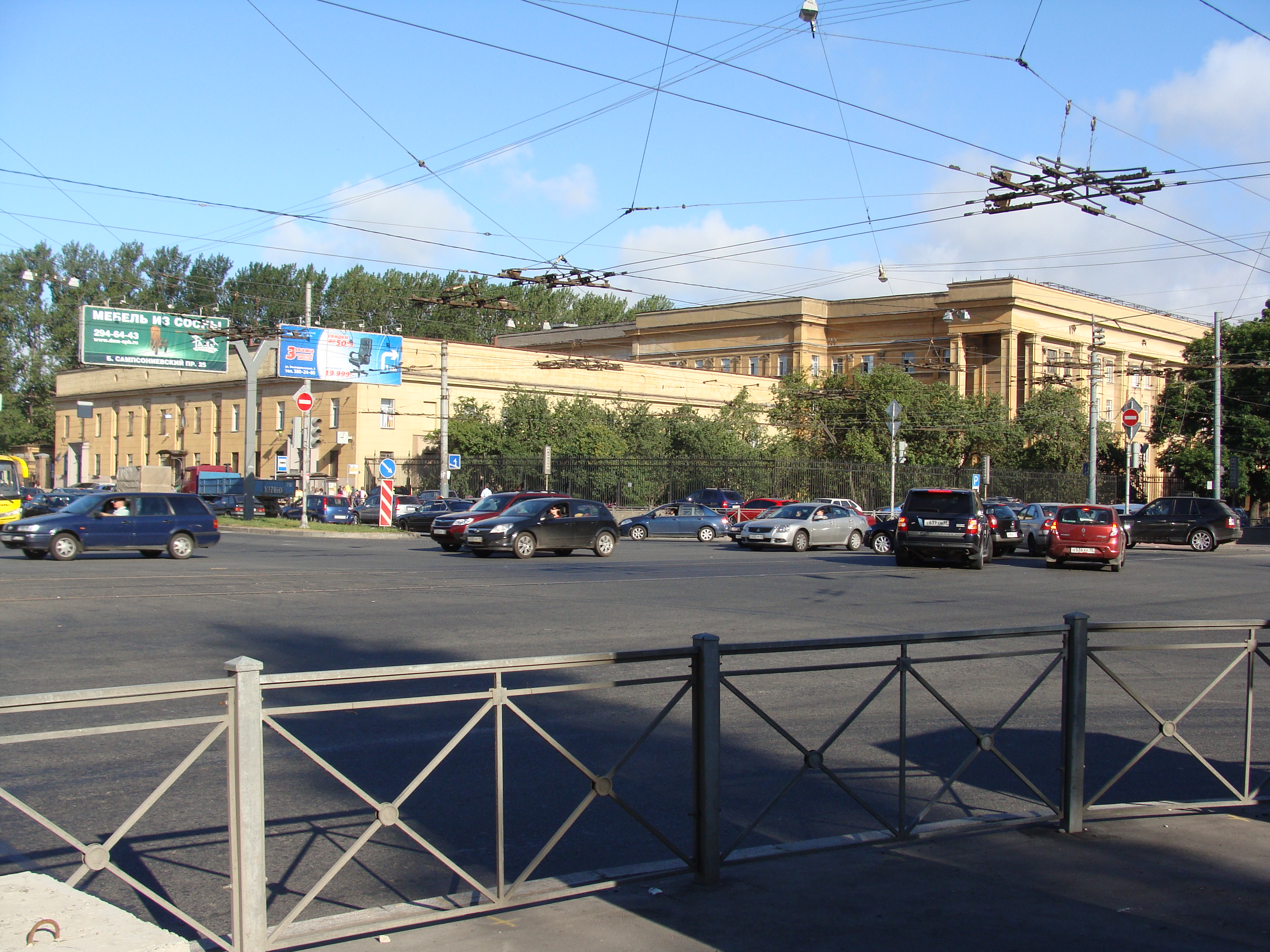
Снесённое здание КБСМ на Лесном проспекте. После выезда КБ здание использовалось как бизнес-центр. Снесено в 2020 году. На участке после этого возводится бизнес-центр.

## История
Основано Приказом Наркомвооружения № 110 от 21 марта 1945 года в соответствии с Постановлением Государственного Комитета Обороны Союза ССР от 08.03.45 № 7739 на базе Ленинградского филиала Центрального артиллерийского конструкторского бюро (ЦАКБ, главный конструктор В. Г. Грабин) было образовано МАЦКБ — Морское артиллерийское центральное конструкторское бюро. С 1948 года оно переименовано в Центральное конструкторское бюро № 34 (ЦКБ-34), с 1966 года — Конструкторское бюро средств механизации, с 1989 года — Конструкторским бюро специального машиностроения (КБСМ), а сегодня — ОАО «КБСМ».
Основателем и первым руководителем КБ стал известный учёный, конструктор и организатор в области артиллерийских и ракетных систем различного назначения Илья Иванович Иванов. После 1959 года его преемниками являлись: А. М. Шахов (1959—1974 годы), С. П. Ковалис (1974—1987 годы), Н. А. Трофимов (1987—2007 годы) и В. Г. Долбенков (с 2007 года).
К концу 1945 года в МАЦКБ работало 505 человек, к 1947 году — уже 907, в 1961 году — 2474 человека, в 1967 году — 3366. Сейчас в ОАО «КБСМ» трудится значительно меньше специалистов.

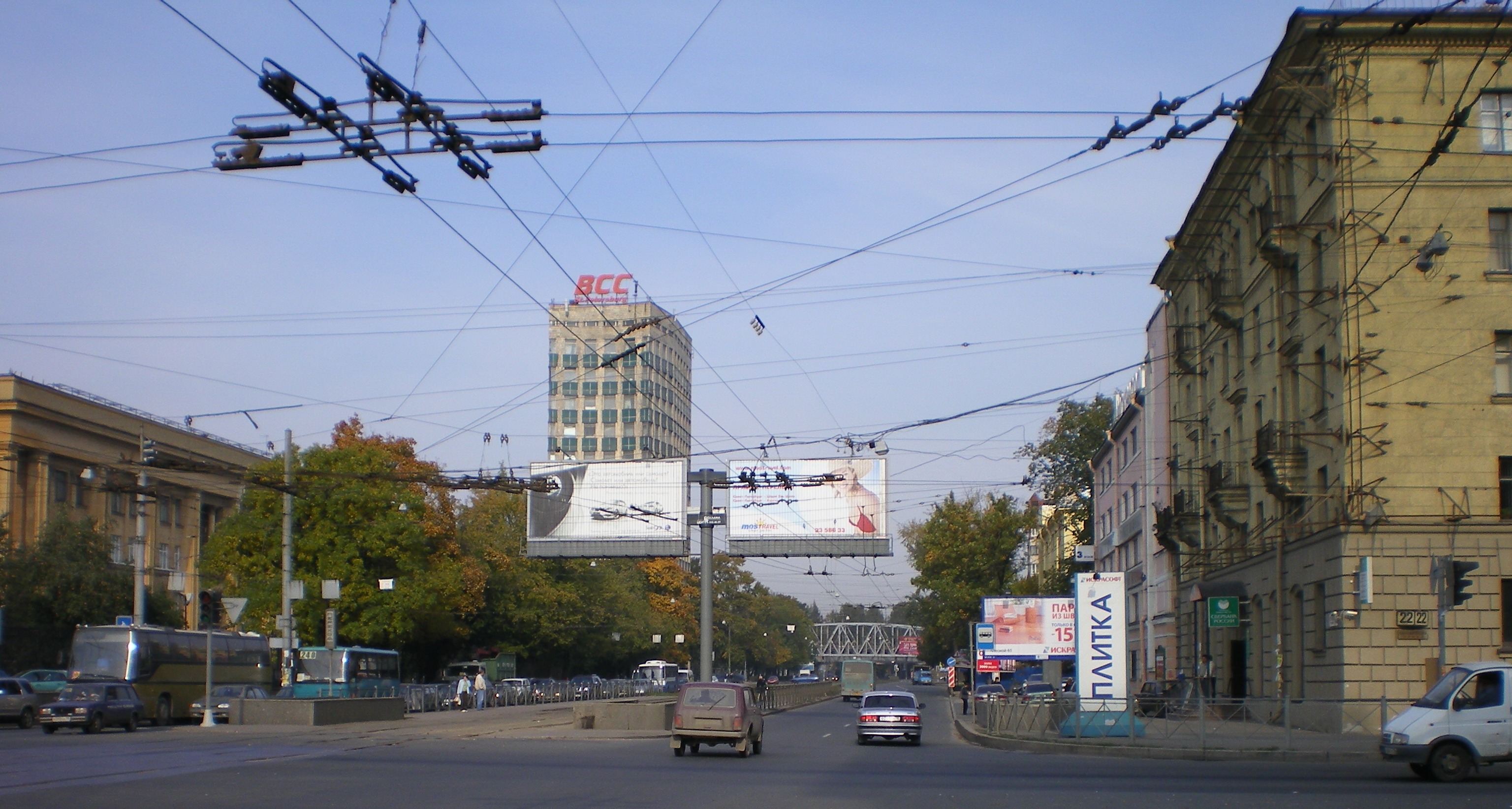
Башня главного корпуса КБСМ. Вид с Кантемировской улицы

Но за время перестройки и реорганизации страны и предприятий бывших ВПК ОАО «КБСМ» сохранило квалифицированные научно-технические кадры, опытно-экспериментальную базу и испытательную станцию с уникальными стендами для отработки газо- и гидродинамических процессов при натурных и масштабных испытаниях, создаваемых образцов военной техники. За период с 1945 года троим сотрудникам предприятия было присвоено знание Героя Социалистического Труда, семерым — лауреата Ленинской премии, 70-ти работникам — звание Лауреата Государственной премии и многим другим почётные и заслуженные звания.
За это время КБСМ разработаны и сданы в эксплуатацию десятки стартовых комплексов для РВСН, стартовые системы для ВМФ, стартовые комплексы для ПВО.
За большой вклад в укрепление обороноспособности страны предприятие награждено орденами Ленина (1947 год), Трудового Красного Знамени (1969 год) и Октябрьской революции (1976 год)
Разработанные в 1945—1958 годы и принятые на вооружение морские и самоходные артустановки по своим тактико-техническим характеристикам превосходили зарубежные образцы и длительное время находились в эксплуатации. С начала 1960-х годов КБСМ является головным предприятием по созданию технологического оборудования ракетно-космических комплексов стационарного и мобильного базирования для основных родов войск армии и флота, а также пусковых установок стратегических, морских и зенитно-ракетных комплексов.

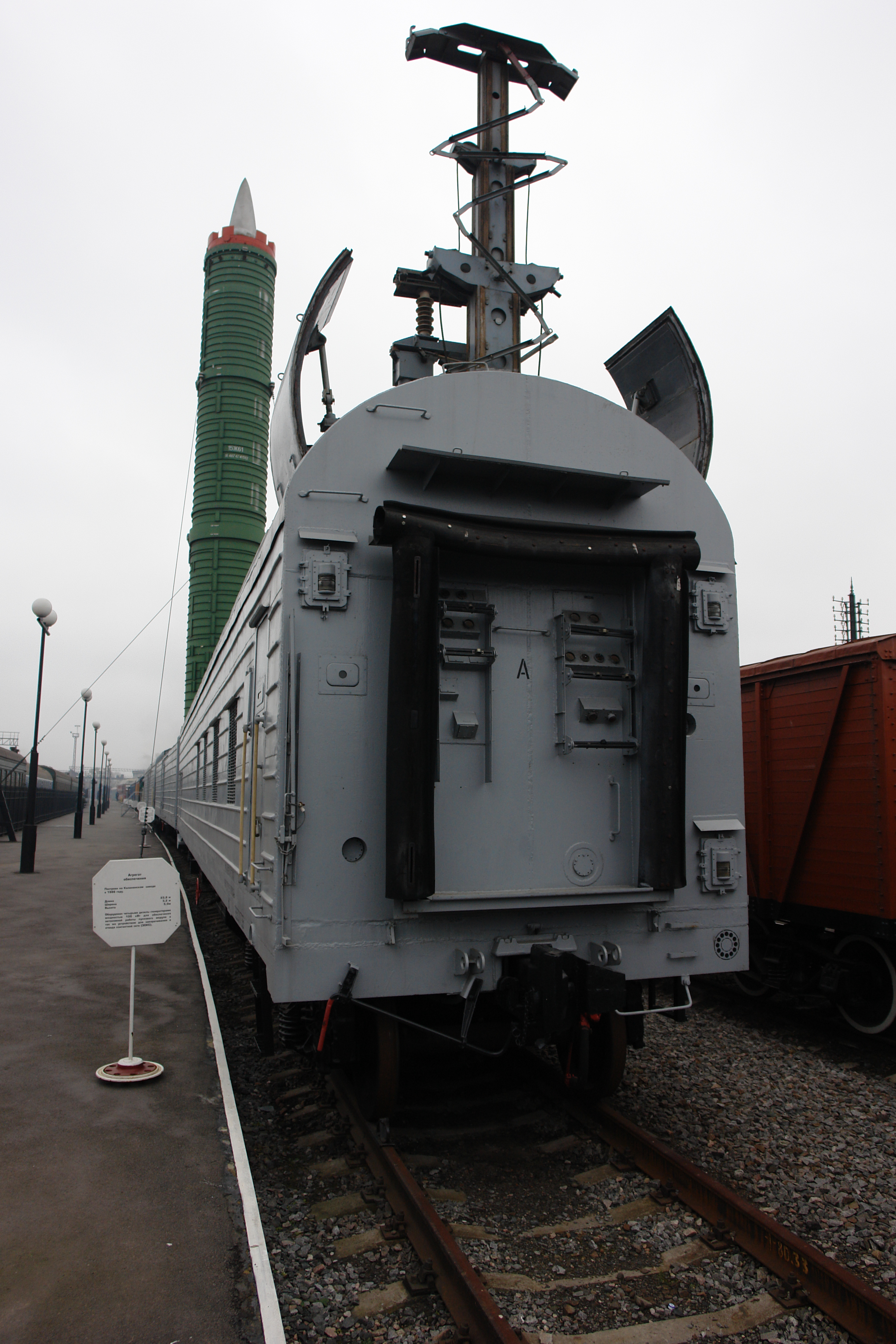
Боевой железнодорожный ракетный комплекс (БЖРК) 15П961 Молодец С межконтинентальной баллистической ракетой (МБР) 15Ж61 (РТ-23 УТТХ) Ракета РТ-23 УТТХ и ракетный комплекс в целом разработаны в КБ Южное в Днепропетровске, генеральный конструктор академик В. Ф. Уткин. Поезд и пусковая установка разработаны в КБСМ, главный конструктор А. Ф. Уткин

КБСМ также является одним из основных разработчиков антенной техники как по заказам Минобороны, так и двойного назначения. Ещё в структуре МАЦКБ имелось подразделение, разрабатывающее крупные башенные артустановки с многометровыми опорно-поворотными устройствами (ОПУ — на одном из таких устройств установлен Планетарий в Санкт-Петербурге) и точными приводами.
В настоящее время наряду с работами, связанными с решением проблем электротранспорта городов России и СНГ, с участием в экспортных заказах для Инозаказчиков (Индия, Египет, Вьетнам, Китай и др.), созданием железнодорожных кранов грузоподъёмностью 80 т и 150 т для Министерства путей сообщения, КБСМ разработало металлобетонные контейнеры (МБК) для длительного хранения и транспортирования отработавшего ядерного топлива АЭС СМ-563 и ядерных энергетических установок атомного флота России ТУК108/1, а также металлоконструкции нового, современного облика городского трамвая и стапельного оборудования для его изготовления.
Является разработчиком системы наведения лазера (СМ-890) лазерного комплекса «Пересвет».

## Основная продукция
Организация проектирует (разрабатывает) и участвует в изготовлении, монтаже и эксплуатации:
- наземного оборудования ракетно-космических комплексов стационарного и мобильного базирования
- антенных установок коротковолнового (мм) диапазона для мобильного базирования
- антенных установок коротковолнового (мм) и длинноволнового диапазонов для космической радиосвязи, радиокосмических исследований и телерадиовещания
- прецизионных опорно-поворотных устройств для наведения оптических и оптико-электронных систем и любой специальной аппаратуры массой в несколько тонн и более
- оборудования тепловакуумных камер для наземных испытаний космических аппаратов, включая опорно-поворотные устройства, световые и отражающие щиты, вспомогательное оборудование
- монтажно-стыковочного оборудования большой грузоподъёмности для точной сборки крупногабаритных изделий размерами до нескольких десятков метров;
- транспортных средств для изделий РКТ с обеспечением термостатирования транспортируемых КА:
  - железнодорожных и автомобильных кранов грузоподъёмностью 80-150 тонн;
  - пусковых установок для наземного и подводного старта крылатых ракет;
  - пусковых установок и антенных постов для ЗРК.

## Санкции
3 марта 2022 года, на фоне вторжения России на Украину, предприятие попало под санкции США в качестве ответа на «преднамеренную, неспровоцированную войну России против Украины», отмечая что «предприятие проектирует, разрабатывает и производит оружие, которое путинские военные используют для нападения на Украину» В частности, бюро разрабатывает ракеты и системы противоракетной обороны.
8 апреля 2022 года бюро попало под санкции Канады как организация которая оказывала косвенную или прямую поддержку российским военным и «является соучастником боли и страданий, вызванных бессмысленной войной Владимира Путина в Украине».
Также конструкторское бюро специального машиностроения, по аналогичным основаниям, попало под санкции Японии, Украины и Новой Зеландии.